# Schwaben Bräu
Schwaben Bräu è un birrificio della Svevia, fondato nel 1878 da Robert Leicht sotto il nome Bier-Brauerei Robert Leicht nel quartiere di Stoccarda-Vaihingen.

## Storia

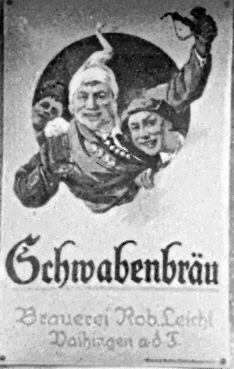
Targa birreria prima del 1925

Nel 1897 la Schwaben Bräu è la prima birreria ad aver un autocarro come mezzo di trasporto del prodotto, un Daimler-Motoren-Gesellschaft DMG LKW. Nel 1903 l'azienda si munisce di impianto automatico di imbottigliamento della Fortuna-Werke.
Nel 1977 viene dato il via alla prima Schwaben Bräu Cup, una corsa ciclistica, nel 1987 lo sponsor corre anche al Tour de France.
Agli inizi degli anni ottanta viene acquisita a Pfullinger la Sigel-Klosterbräu. Nel 1994 viene creata la società tra la Schwaben Bräu e Dinkelacker sotto il nome di Dinkelacker-Schwaben Bräu Logistik (DSL) un centro logistico comune. Nel 1996 si fondono dando vita alla Dinkelacker-Schwaben Bräu AG.
Nel 2003 la InBev acquisisce la Spaten-Franziskaner-Bräu GmbH, che deteneva la maggioranza delle azioni della Dinkelacker-Schwaben Bräu AG. Schwaben Bräu rimane sotto il gruppo fino al 31 dicembre 2006 e dal 2 gennaio 2007 diventa con Dinkelacker la nuova Dinkelacker-Schwaben Bräu GmbH & Co. KG. Nel 2003 per i 125 anni viene creato un Bierkrug con volume di 1,25 litri in serie limitata.
Schwaben Bräu è fornitore ufficiale del Cannstatter Volksfest, la seconda Volksfest della Germania. Gli altri due tendoni del birrificio sono gestiti da Dinkelacker e Stuttgarter Hofbräu. Dal 2009 l'ospitalità al Schwaben Bräu-Festzelts è di Michael Wilhelmer.

## Prodotti
- Das Natürtrübe, Untergärige Hefe, non filtrata Vollbier Pilsener
- Original, untergäriges Vollbier
- Das Echte, untergäriges Vollbier
- Meister-Pils, untergäriges Vollbier Pilsener
- Das Schwarze, untergäriges Schwarzbier
- Das Helle, untergäriges Vollbier Pilsener
- Das Weizen, non filtrata Weizenbier
- Urtyp Export, untergäriges Exportbier
- Sigel-Klosterbräu, Weizenbier, anche dunkel e naturtrüb
- Kloster Spezial Export, per mercato consumo
- Kloster Pilsner Pilsner, per mercato consumo

Con i tipi Urtyp Export, Kloster Pilsner e Kloster Spezial le bottiglie vengono vendute con il tappo meccanico.